# Agil Aliyev
Agil Alirza oglu Aliyev (en azerí: Aqil Əlirza oğlu Əliyev; Najicheván, 10 de diciembre de 1926 – Bakú, 7 de marzo de 2006) fue científico y economista azerbaiyano, miembro correspondiente de la Academia Nacional de Ciencias de Azerbaiyán, Científico de Honor de la República Socialista Soviética de Azerbaiyán.

## Biografía
Agil Aliyev nació el 10 de diciembre de 1926 en Najicheván. En 1951 se graduó de la facultad de historia de la Universidad Estatal de Bakú. Desde 1953 trabajó en la Universidad de Medicina de Azerbaiyán y en 1973 fue nombrado el jefe del departamento de economía de esta universidad. Desde 1983 obtuvo su doctorado en economía. En 2001 fue elegido miembro correspondiente de la Academia Nacional de Ciencias de Azerbaiyán. Fue autor de más de 130 publicaciones científicas y 19  monografías y libros.
Agil Aliyev murió el 7 de marzo de 2006 y fue enterrado en el Callejón de Honor de Bakú.

## Obras científicas
- Actual problems of Food Supply Program. — Monography, «Azerneshr», 1986 (in co-authorship with A. Kasimov).
- Problems of consumer consumption. — Monography, «Azerneshr», 1982.
- Economics of public health services. — «Tebib», 1999 (in co-authorship with R. Sultanova).
- Role of reforms in social-economical development of Azerbaijan. — Publishing house «Azebaijan International University», 1998 (in co-authorship with N. Qasimov).
- Actual problems of raising of living standards of the Azerbaijan populations. — Monography, «Seda», 2000 (in co-authorship with N. Qasimov).

## Premios y títulos
- Orden de la Bandera Roja del Trabajo
- Científico de Honor de Azerbaiyán (1981)
- Orden Shohrat (2000)